# 张晓刚 (1977年)
张晓刚（1977年—），中华人民共和国国防部新闻局副局长兼新闻发言人，大校军衔。

## 生平
1977年，张晓刚出生于河北。1995年考入解放军南京政治学院，1999年毕业后历任助理研究员、干事。2022年6月任国防部新闻局副局长。2023年6月16日，首次作为国防部新闻发言人主持月度例行记者会。
曾就读于军事科学院，获军事战略学博士学位。已婚，有一女。